# Vimbodí
Vimbodí est l'entité singulière de population qui est la capital de la commune de Vimbodí i Poblet. Elle se situe dans la communauté autonome de Catalogne, province de Tarragone, de la comarque de la Conca de Barberà.

## Géographie

### Localisation
L'entité singulière de population de Vimbodí est située au pied de la route N-240 entre L'Espluga de Francolí et Vinaixa, qui donne accès à l'autoroute AP-2. Elle est également reliée par des routes locales à Vallclara et Poblet.

### Voies de communication et transports
- Gare de Vimbodí

## Histoire
Jusqu'en 2006, la commune s'appelait simplement "Vimbodí". Après une séance plénière municipale et la publication au sein du DOGC, Vimbodí a été renommée en Vimbodí i Poblet, en raison des liens avec le monastère cistercien de Poblet, situé à quatre kilomètres au sud-est du centre urbain de Vimbodí.

## Culture locale et patrimoine

### Lieux et monuments
Château de Milmanda

## Galerie de photographies

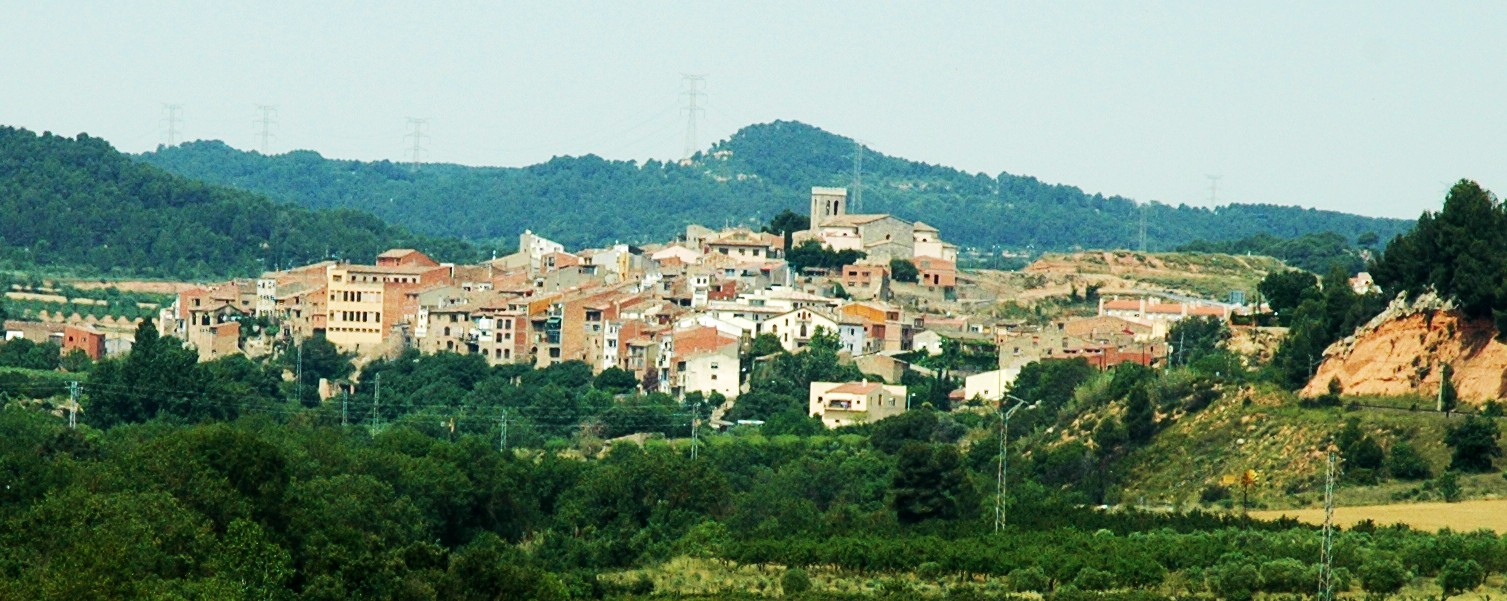
Vimbodí vu depuis le château de Milmanda
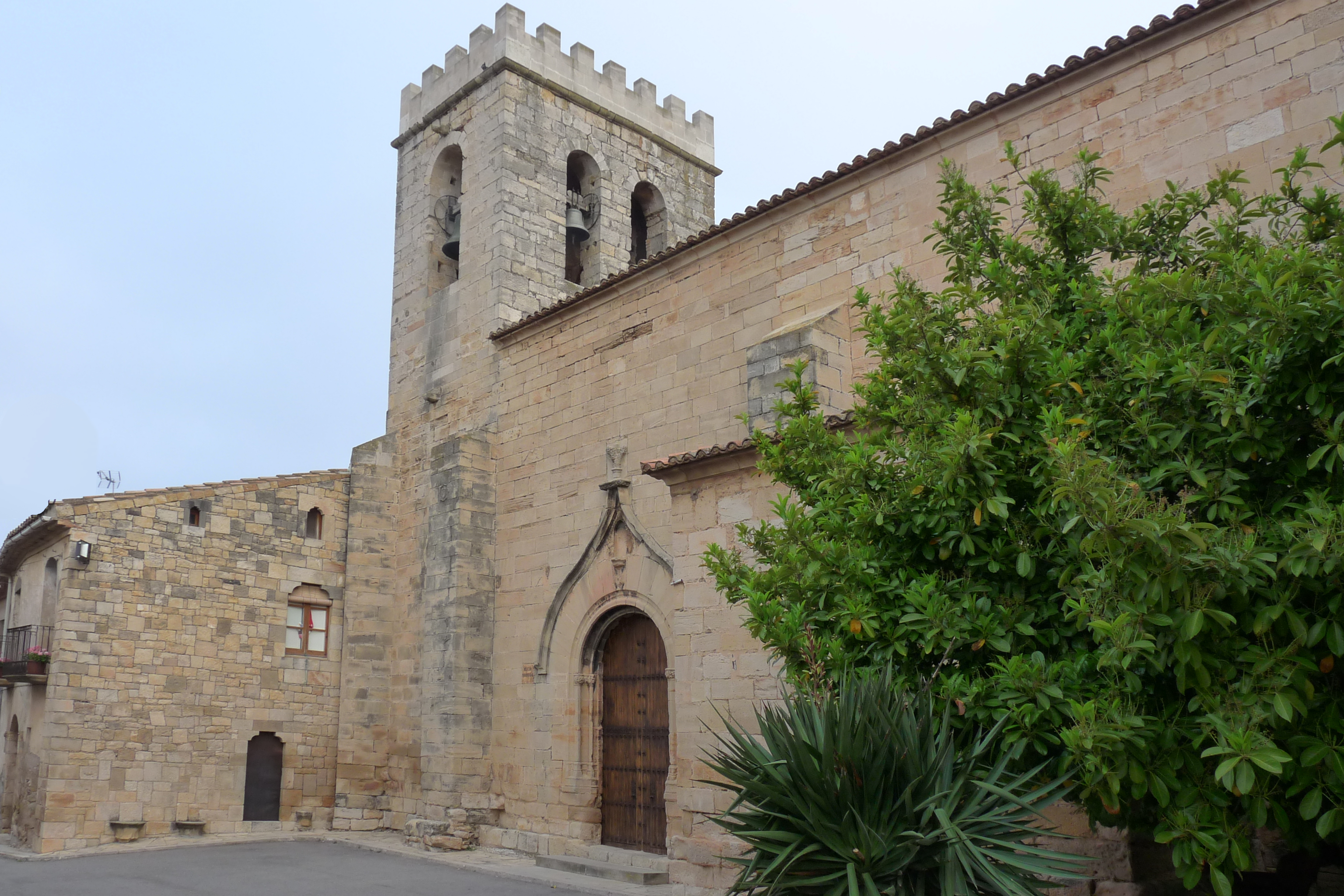
Église de Vimbodí